# Таджин

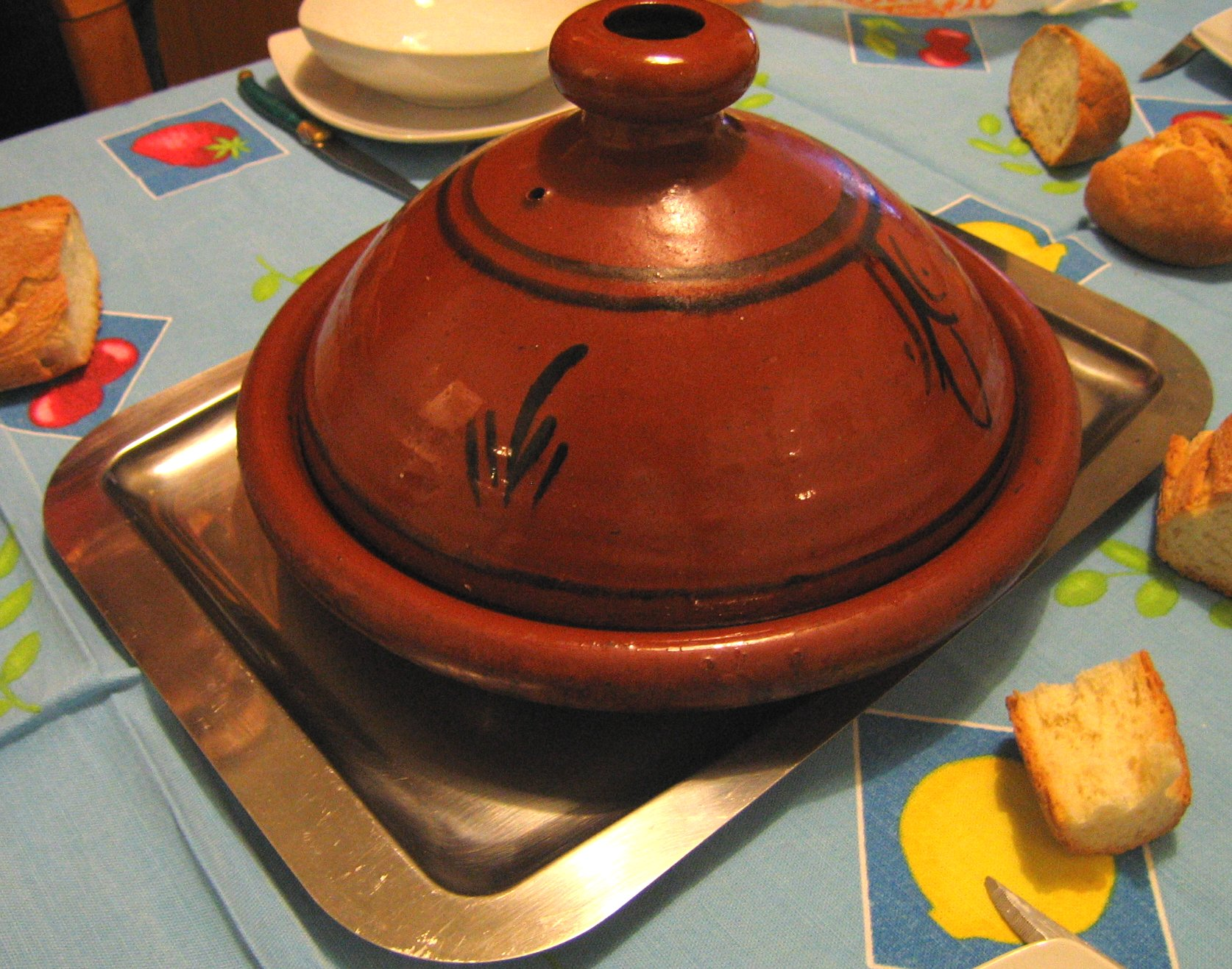
Таджин (посуд.)

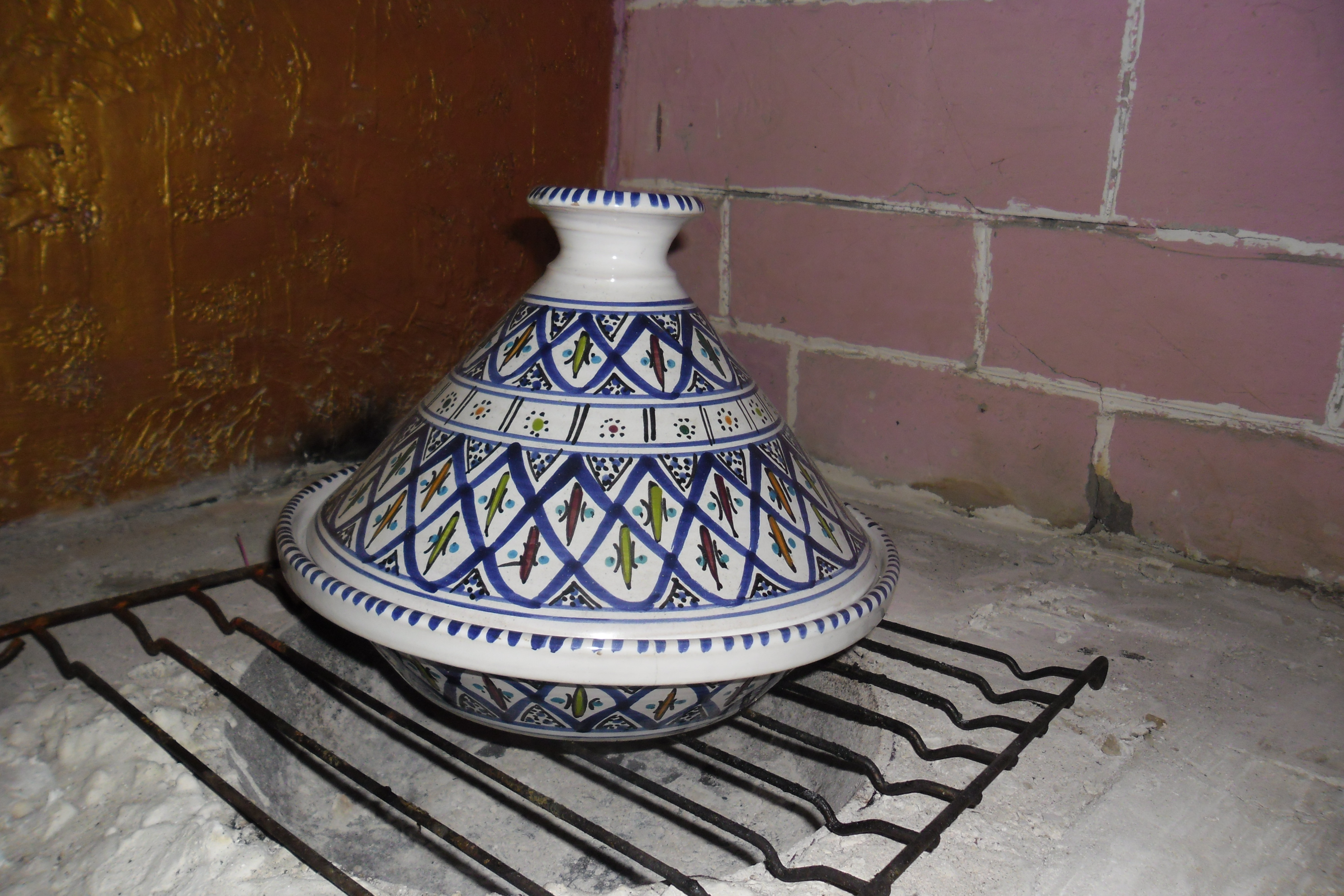
Таджин на пічці під час приготування їжі.

Таджин або тажин (араб. طاجين tajin from the перс. تابه) — страва з м'яса і овочів, популярна в країнах Магриба, а також спеціальний посуд для приготування цієї страви.

## Посуд
Таджин спочатку являв собою масивний керамічний горщик, щільно закритий високою конічною кришкою.
При повільному багатогодинному тушкуванні страви піднімається пара, конденсується у відносно холодній верхній частині кришки і стікає вниз.
У нижній частині рідини утворюється водяний затвор, який запобігає пропускання пари і запаху від підготовлюваної страви.
Походження такого посуду обумовлено кліматом: високою температурою, посушливістю і дефіцитом прісної води в Марокко.

## Страва

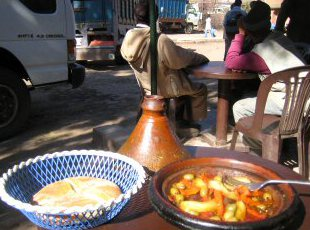
Таджин по-марокканськи

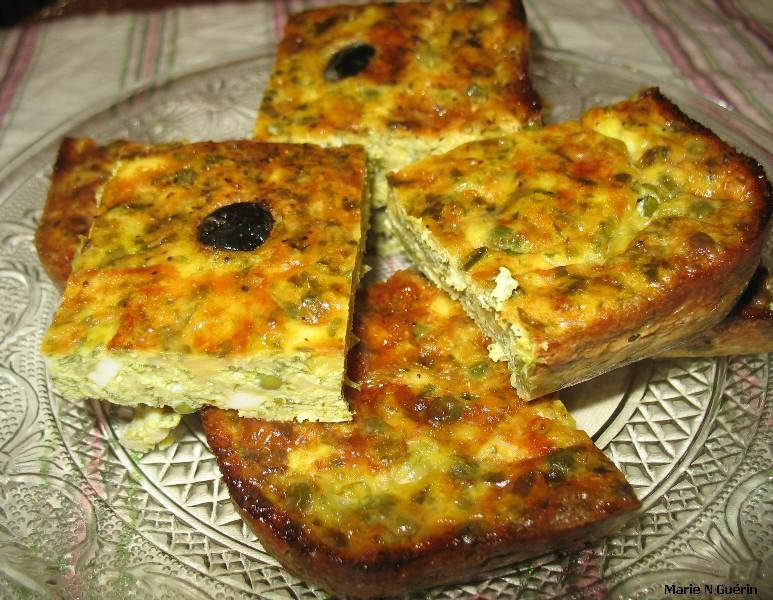
Таджин по-туніськи

### Марокко
Таджин по-марокканськи готують з великих шматків м'яса або птиці на кісточці і овочів (томатів, картоплі, баклажанів, цибулі). Як приправи використовують різні прянощі, мед, фрукти, ягоди. М'ясо не обсмажують (або злегка обсмажують після довгого запікання). 
Овочі, м'ясо і приправи закладають у таджин без додавання бульйону і запікають на дуже слабкому вогні у власному соку протягом декількох годин.

### Туніс
Таджин по-туніськи близький до омлету. М'ясо або птицю дрібно рубають, змішують з загусником (квасолею, нутом, картоплею) і тушкують на слабкому вогні. Потім додають спеції, сир і яйця, перекладають суміш у глибокий керамічний горщик і запікають у печі або духовці до утворення хрусткої скоринки.

## Галерея

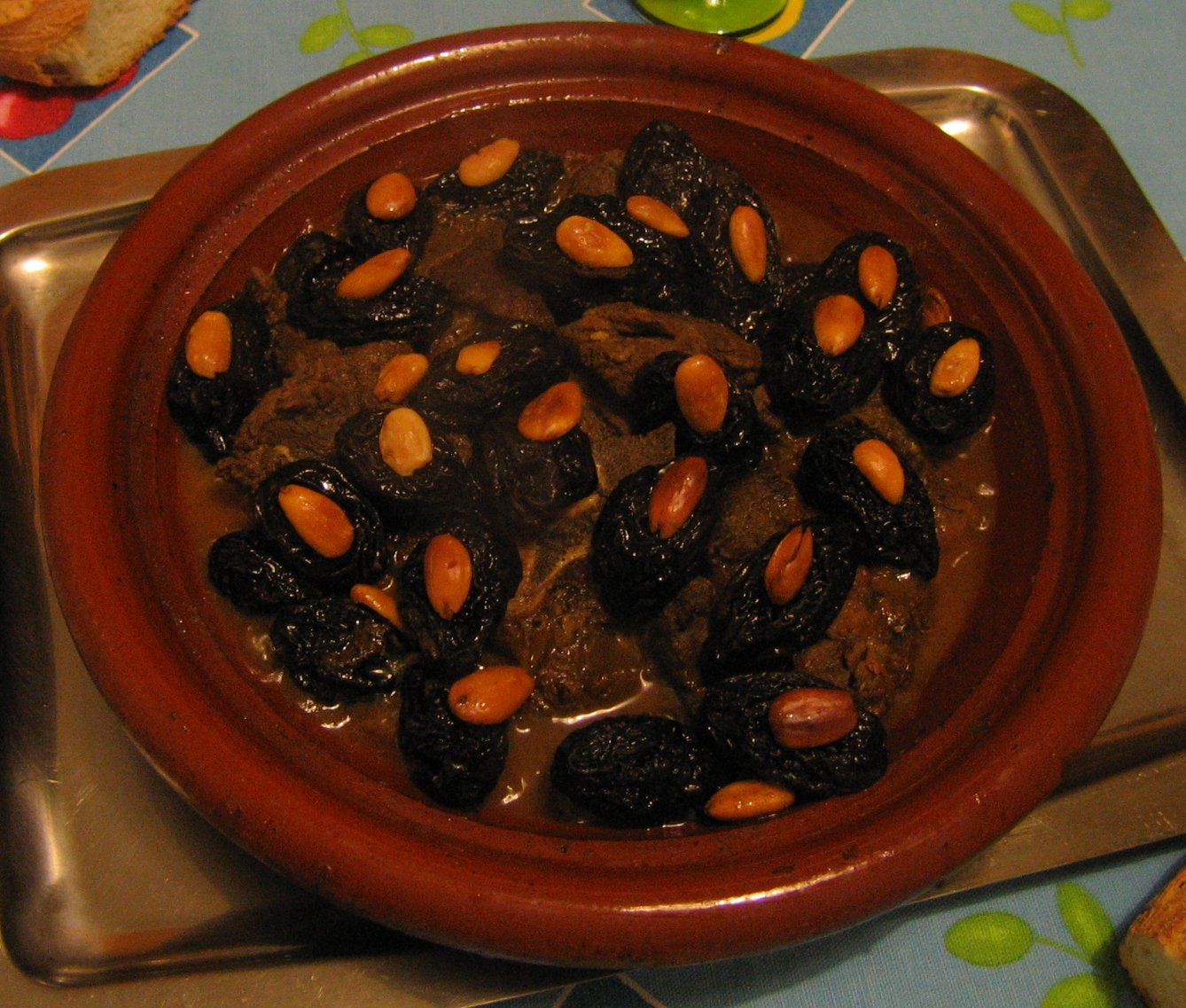
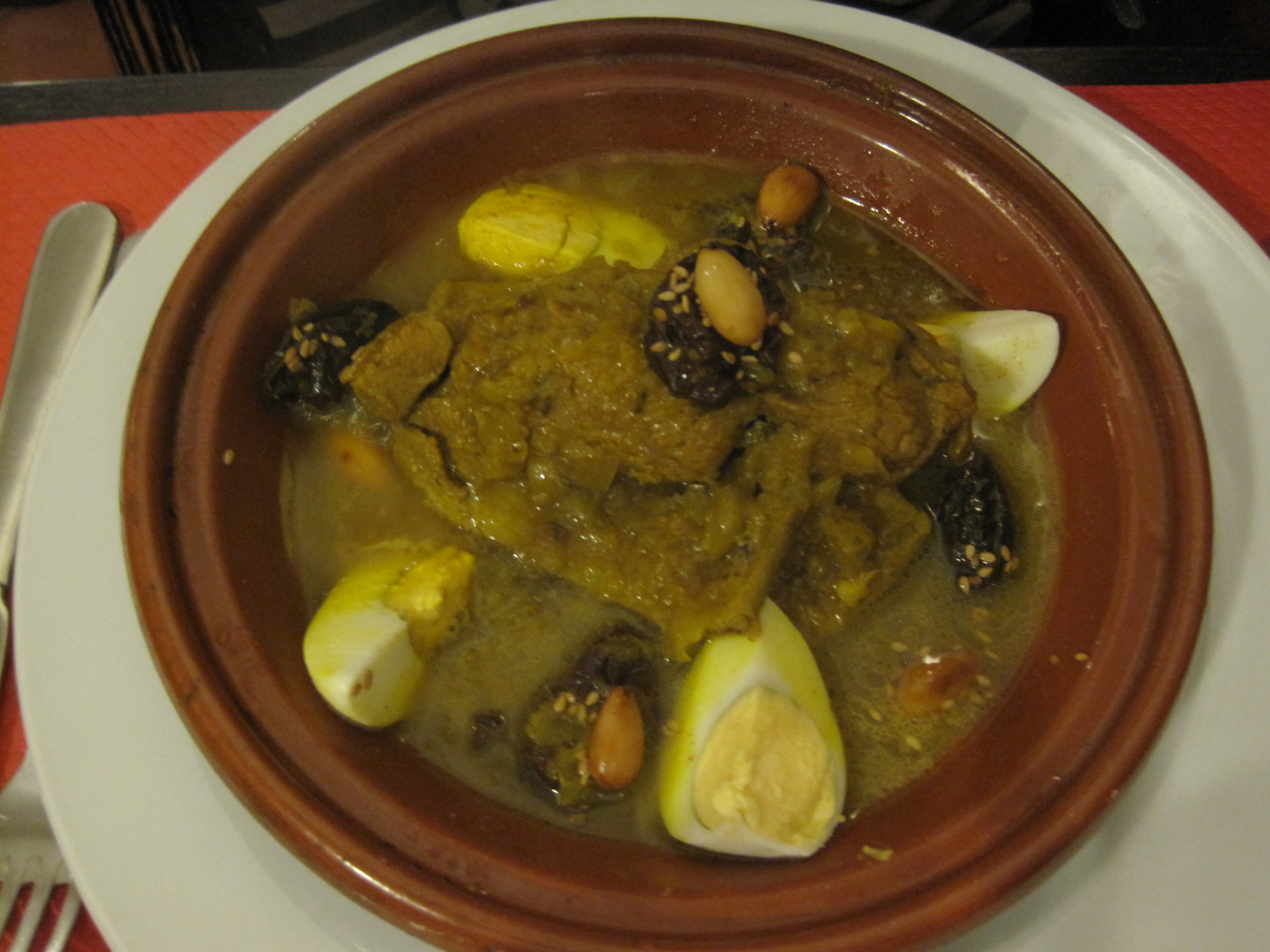
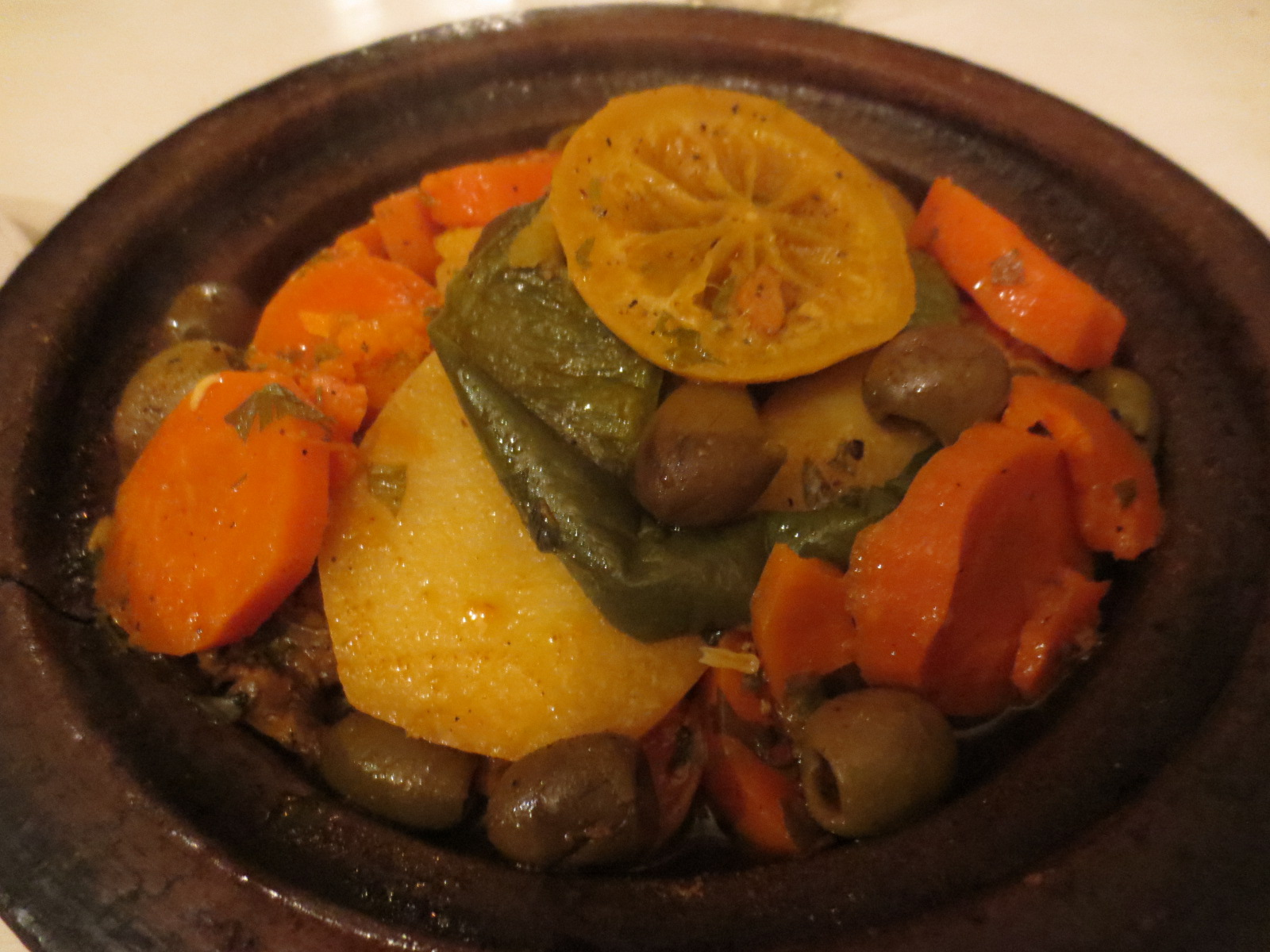
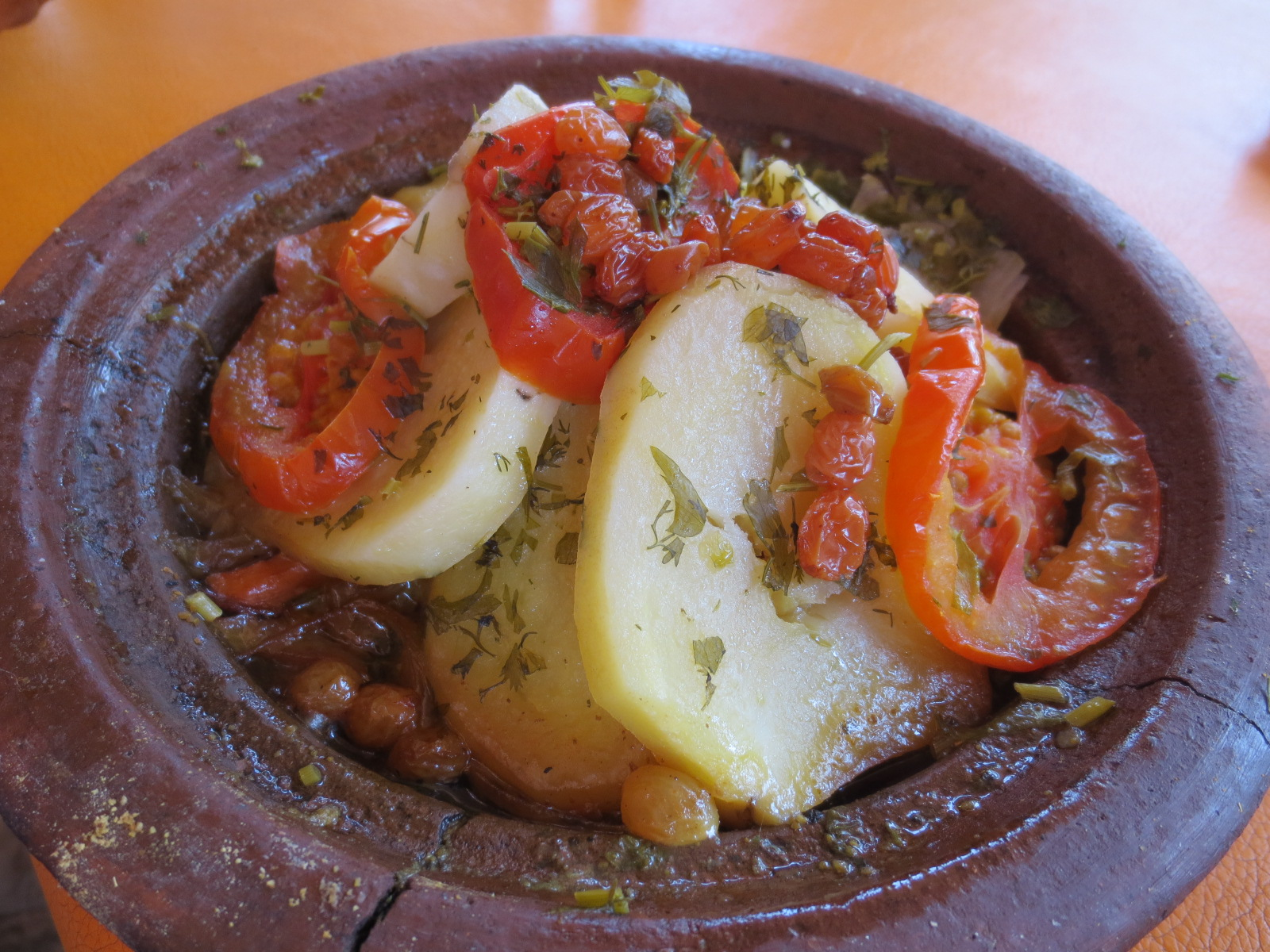
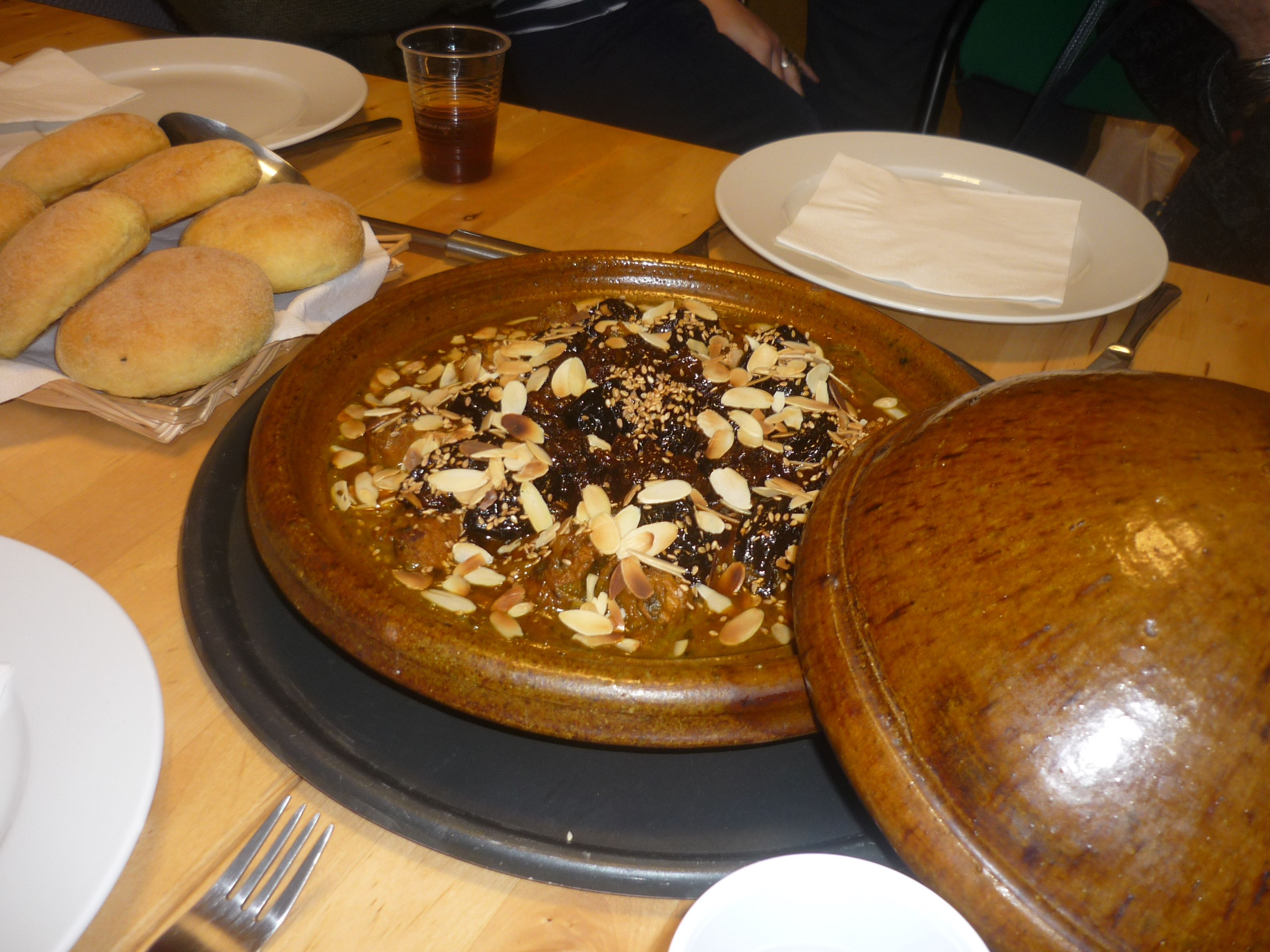
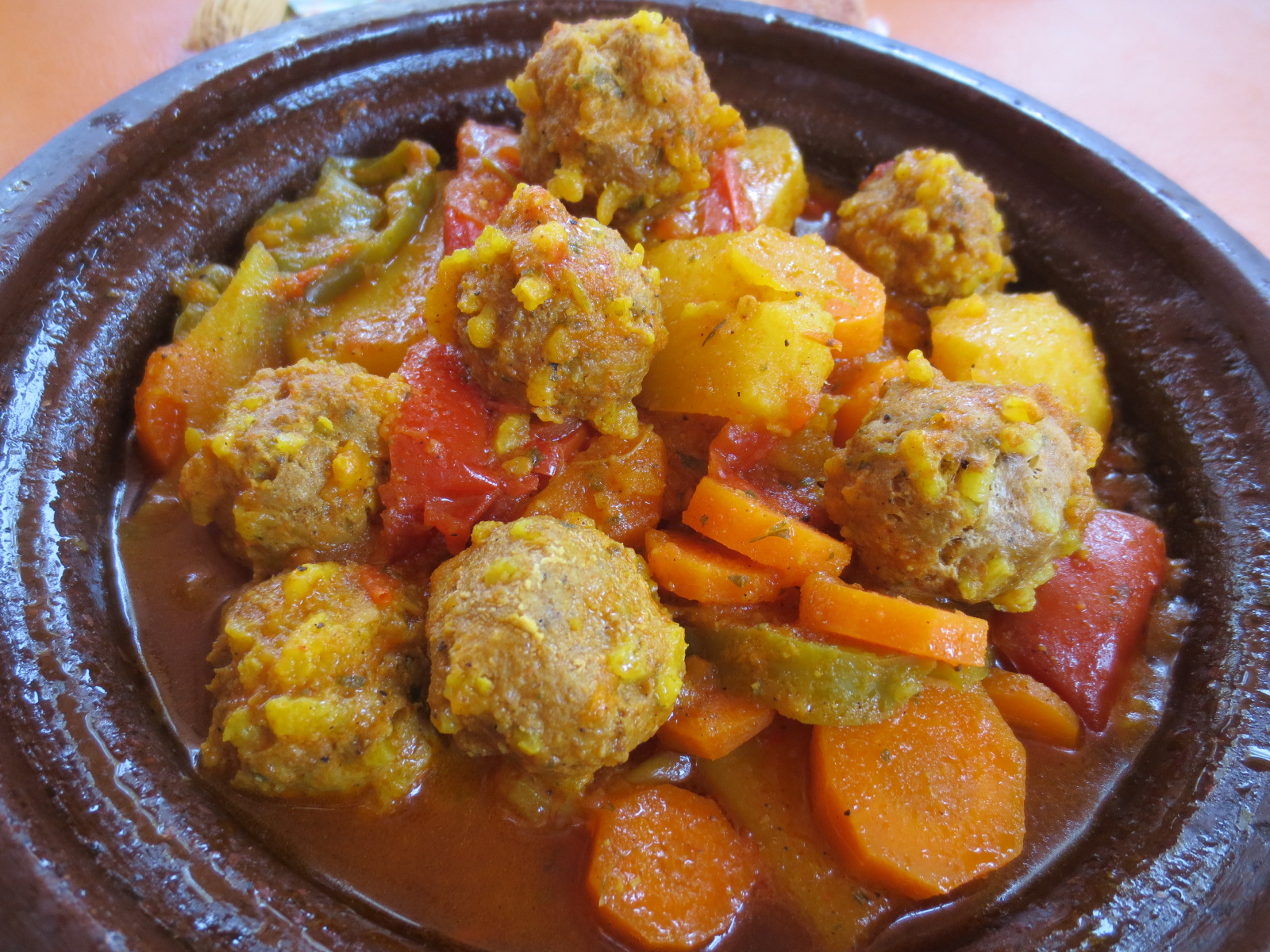
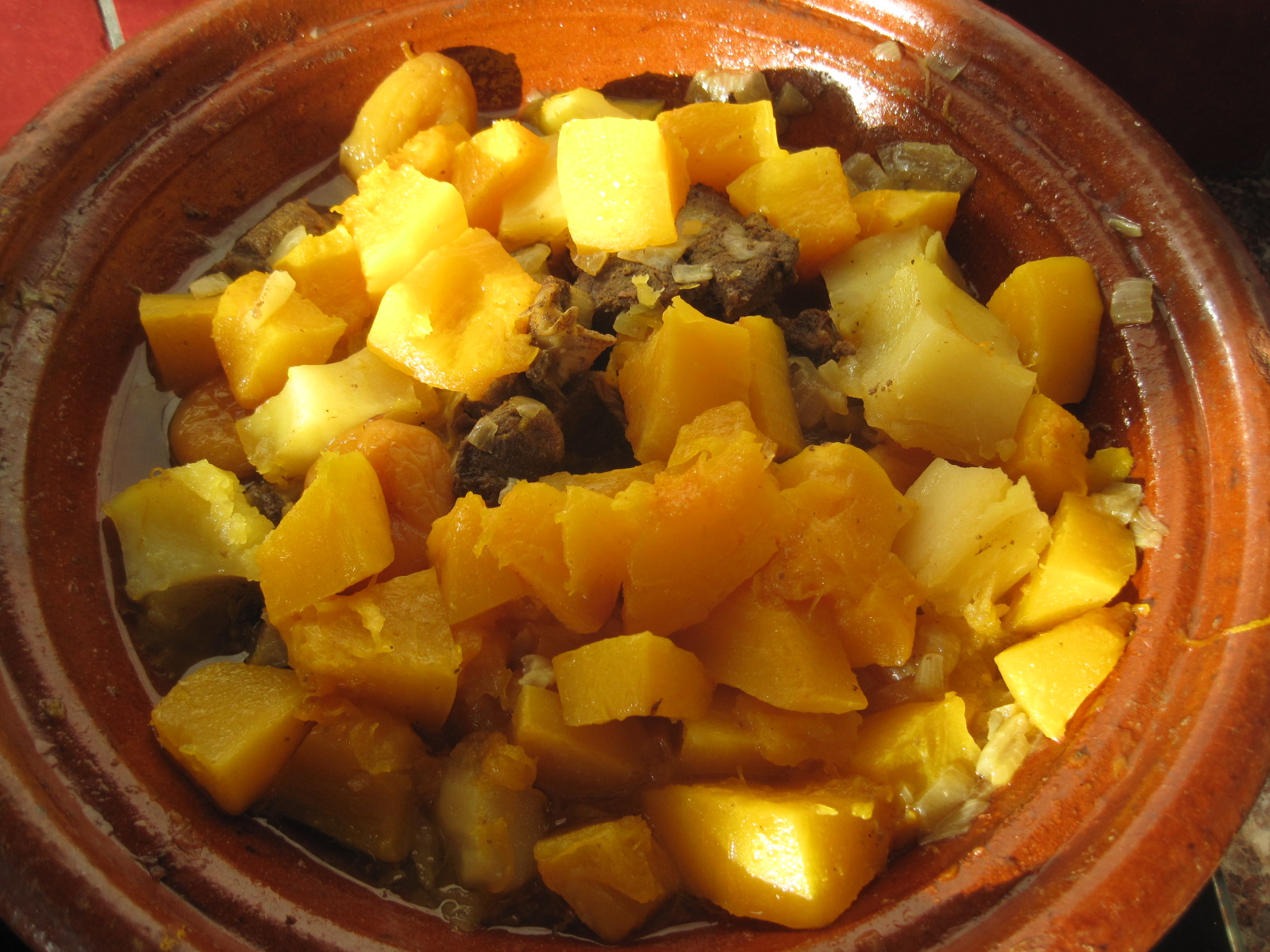
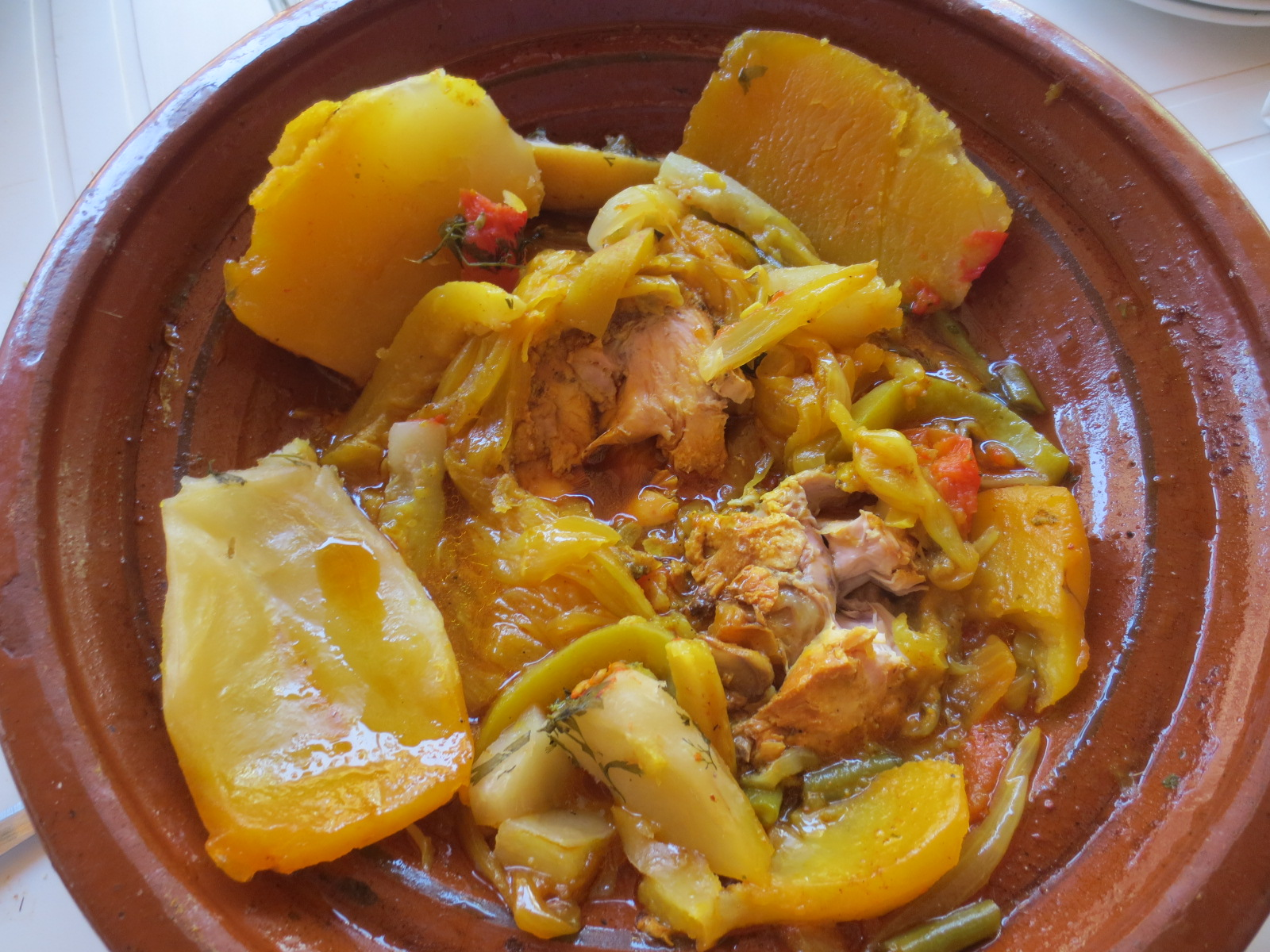
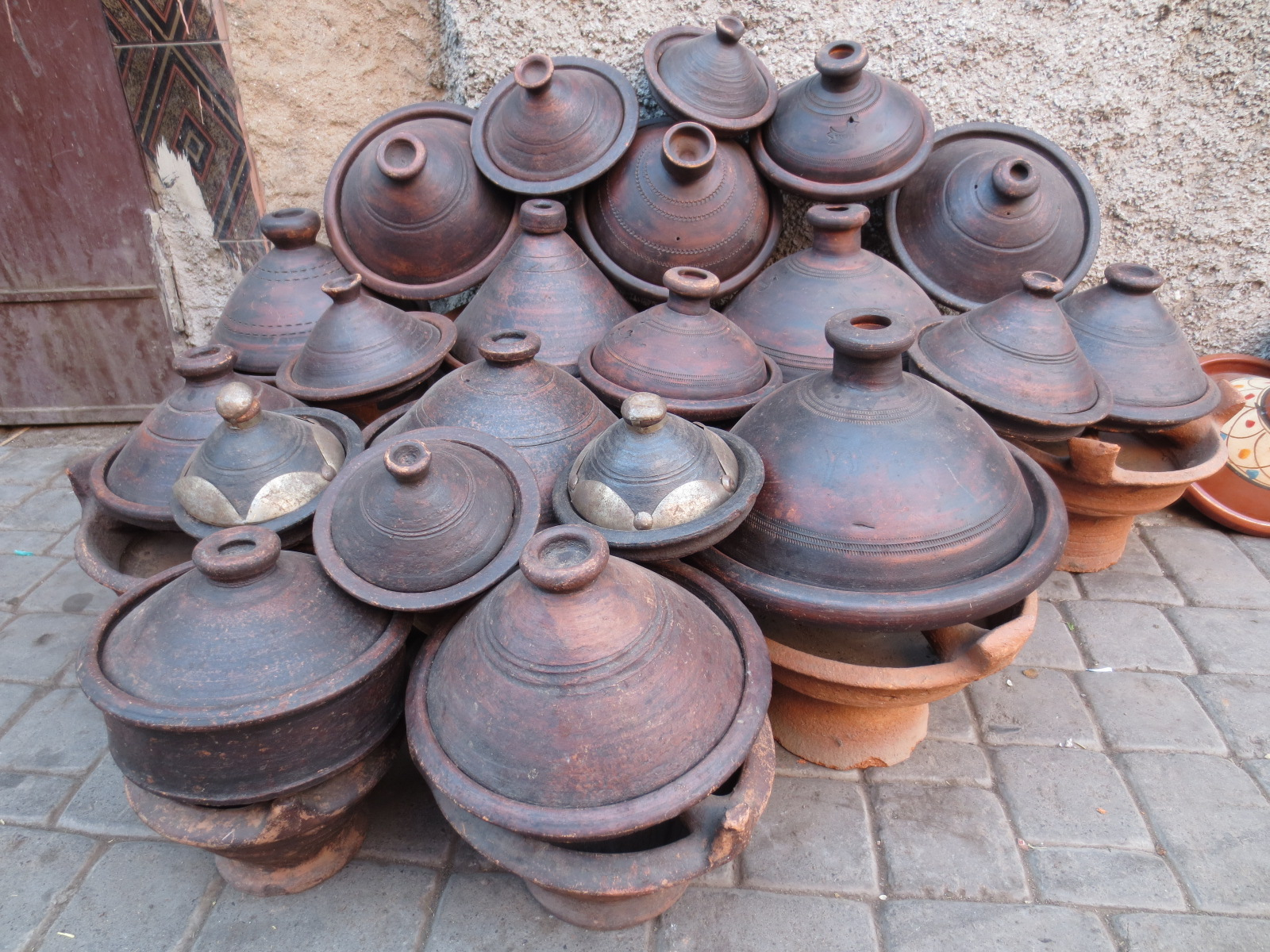